# BTicino
A Bticino é indústria metal-mecânica italiana que opera no sector de equipamentos eléctricos de baixa tensão destinados a habitação, trabalho e produção e em diferentes soluções para a distribuição, comunicação, controle de iluminação, som, clima e segurança.

## História
Foi fundada em 1936 pelos irmãos Arnaldo, Luigi e Ermanno Bassani, com o nome de Ticino Interruptores Eléctricos, para produzir metal para diferentes aplicações. Em 1948, passa a se chamar Bassani, e se especializou na fabricação de componentes elétricos destinados a habitação para atender à crescente demanda provocada pela construção civil após a Segunda Guerra Mundial.
A partir de 1974, passa a se chamar Bassani Ticino e, acompanhando as inovações tecnológicas dos equipamentos elétricos, desenvolve uma série de produtos para controlar a distribuição de baixa tensão.
Em 1989, Bassani Ticino torna-se parte do grupo francês Legrand, mudando seu nome para BTicino.